# Singularity
Singularity (Сінгуляріті) — відеогра у жанрі науково-фантастичного шутера від першої особи 2010 року, розроблена Raven Software, опублікована Activision і випущена для Microsoft Windows, PlayStation 3 і Xbox 360 . Він створений на основі Unreal Engine 3 від Epic Games.

## Сюжет
Гра починається, коли електромагнітне випромінювання від безлюдного острова Каторга-12, який колись був під контролем Радянського Союзу, пошкоджує американський супутник-розвідник. Група морських розвідників США, до складу якої входить головний герой, капітан Натаніель Ренко, відправляється на розслідування. Черговий порив виводить з ладу вертоліт підрозділу, і він падає на Каторгу-12. Після катастрофи Ренко починає переміщатися між сьогоденням і 1955 роком, датою катастрофічної аварії на острові. Він прибуває в 1955 році саме вчасно, щоб врятувати вченого Миколу Демічева від загибелі у пожежі.
Повернувшись у сьогодення, Ренко дізнається, що Демічев захопив світ. Він потрапляє в полон до солдатів Демічева, але його рятує Кетрін, член групи опору під назвою «Мир-12». Ґрунтуючись на журналі, який група знайшла на Katorga-12, «Мир-12» вважає, що Ренко може покласти край правлінню Демічева за допомогою пристрою маніпуляції часом (ПМЧ), розробленого Віктором Барісовим. Барісов був убитий Демічевим у минулому, тому Ренко використовує пристрій, щоб врятувати Барісова.
Вони вирішують змінити історію, повернувшись у 1955 рік і підірвавши Каторгу-12 бомбою Е-99, матеріалом, відповідальним за катастрофу в 1955 році. Намагаючись дістати бомбу, Ренко та Кетрін зникають. Бомба використовується, щоб знищити острів і, як наслідок, дослідницьку установу Демічева.
Повернувшись у сьогодення, Ренко бачить Демічева, який тримає Барісова під прицілом. Демічев розповідає, що він відбудував заклад після того, як його зруйнували, щоб історія залишилася незмінною. Барісов розуміє, що саме порятунок Демічева змінив історію, тому він просить Ренко повернутися назад і перешкодити його минулому врятувати Демічева. Демічев, у свою чергу, пропонує Ренко місце у своїй імперії в обмін на ПМЧ. Він зазначає, що план Барісова провалився і раніше — таємнича людина, яка в 1955 році наказала Ренко не рятувати Демічева, був самим Ренко.
У цей момент у гравця є вибір. Якщо Ренко стріляє в Демічева, він повертається в минуле, щоб завадити собі врятувати Демічева. Щоб зробити це, він вирішує вбити своє минуле. В епілозі гра починається знову з самого початку, і Ренко сидить у вертольоті, який обшукує територію. Однак незабаром місію припиняють і оголошують помилковою тривогою . Вони пролітають повз гігантську статую Барисова. Мається на увазі, що він відновив ПМЧ і використав його, щоб завоювати світ сам. Якщо замість цього Ренко застрелить Барісова, вони з Демічевим разом правлять світом. Через деякий час Демічев починає боятися зростання влади Ренка, і між землями, якими правив Ренко, і тими, якими керував Демічев, починається нова холодна війна . Якщо Ренко стріляє і в Демічева, і в Барісова, Ренко дозволяє світу впасти в хаос. Пізніше він стає новим світовим лідером, використовуючи ПМЧ для утвердження своєї влади.
Сцена після титрів показує поранену Кетрін, занурену в 1955 рік спотворенням часу, яка записує журнал «Мир-12», який пізніше буде використано для пошуку Ренко.

## Ігровий процес
Singularity — шутер від першої особи з елементами жахів. Основним ігровим пристроєм є артефакт, відомий як пристрій маніпуляції часом (ПМЧ). Пристрій живиться від ядра E-99 і може маніпулювати часом. Він також може рухати об'єкт назад або вперед у часі, притягувати щось і утримувати його нескінченно довго або посилати імпульс енергії, який може приголомшити або вбити ворогів. ПМЧ може впливати лише на живі істоти або предмети, які контактували з E-99. Деякі живі істоти, як-от війська спецпризу, які вкриті важкою бронею, розробленою для відбиття E-99, також мають імунітет.
Пристрій можна використовувати в поєднанні зі спеціальними електростанціями, розкиданими по всьому острову, які значно підсилюють його потужність, дозволяючи йому впливати на об'єкти, набагато більші, ніж він може зазвичай контролювати, наприклад на зруйновані мости або корабельні аварії.

### Мультіплеер
Доступно два багатокористувацькі режими. В обох режимах гравці воюють як солдати або істоти, причому кожна сторона має власні класи та здібності. Один режим, просто названий «Creatures vs. Soldiers», — це проста командна гра в стилі Deathmatch, а в іншому режимі, який називається «Extermination» (укр. Винищення), солдати намагаються взяти під контроль різні маяки на карті, за допомогою істот доручено захистити зазначені маяки, щоб запобігти викоріненню. Коли час закінчується або солдати захоплюють усі маяки, гравці міняються ролями.

## Розробка
Концепція Singularity базувалася на спогадах Браяна та Стіва Раффелів про епоху холодної війни та дослідженні старих покинутих будівель, включаючи військову базу Другої світової війни в околицях Медісона, штат Вісконсин . Деякі аспекти гри, особливо розділи 1950-х років, були натхненні низькопробними науково-фантастичними фільмами.
За словами Кейта Фуллера з Raven Software, гра мала проблеми з розробкою і була майже скасована видавцем Activision. Кількість команд розробників у Raven було скорочено до однієї після чергових звільнень у жовтні 2010 року, після затримок із Singularity ; було звільнено близько 40 співробітників. Після звільнення Raven зосередився на допомозі з серією Call of Duty .

## Відгуки
| Агрегатор  | Оцінка | Оцінка | Оцінка |
| Агрегатор  | PC     | PS3    | X360   |
| ---------- | ------ | ------ | ------ |
| Metacritic | 76/100 | 77/100 | 76/100 |

| Видання                            | Оцінка | Оцінка                | Оцінка                |
| Видання                            | PC     | PS3                   | X360                  |
| ---------------------------------- | ------ | --------------------- | --------------------- |
| Destructoid                        | Н/Д    | Н/Д                   | 9/10                  |
| Eurogamer                          | Н/Д    | Н/Д                   | 8/10                  |
| Game Informer                      | 8.5/10 | 8.5/10                | 8.5/10                |
| GamePro                            | Н/Д    | Н/Д                   | [ 17 ]                |
| GameRevolution                     | B      | B                     | B                     |
| GameSpot                           | 8/10   | 8/10                  | 8/10                  |
| GameTrailers                       | Н/Д    | 6.9/10                | Н/Д                   |
| GameZone                           | 7/10   | 7/10                  | 7/10                  |
| Giant Bomb                         | Н/Д    | [ 23 ]                | [ 23 ]                |
| IGN                                | 7/10   | (US) 7/10 (AU) 6.8/10 | (US) 7/10 (AU) 6.8/10 |
| Joystiq                            | Н/Д    | Н/Д                   | [ 27 ]                |
| Official Xbox Magazine (США)       | Н/Д    | Н/Д                   | 7.5/10                |
| PC Gamer (Велика Британія)         | 68%    | Н/Д                   | Н/Д                   |
| PlayStation: The Official Magazine | Н/Д    | [ 30 ]                | Н/Д                   |

"Сингулярність" отримала «загалом схвальні відгуки» на всіх платформах згідно з веб-сайтом зібраних оглядів Metacritic . Activision була розчарована продажами Singularity, які склали менше 400 000.
Destructoid високо оцінив версію для Xbox 360, заявивши, що: « Singularity — це гра, яка виглядає як сама по собі, незважаючи на те, що вона зібрана разом із попередніх ігор у жанрі шутера від першої особи, і якщо вам потрібен чудовий літній шутер, повний жорстоких іграшок і дурних надздібностей, тоді ви не отримаєте набагато кращого, ніж це. Цілком можливо, найкращий новий шутер від першої особи року на сьогоднішній день.» IGN не був таким ентузіазмом і сказав, що, незважаючи на те, що «стрілянина хороша, і є кілька пам'ятних сцен», гра «зрештою обмежена браком уяви, коли акуратна ідея маніпуляції часом зв'язана зі стандартним першоособовим стрілецьким геймплеєм». Деякі рецензенти критикували гру за схожість з іншими іграми, такими як BioShock . У Японії версії для PlayStation 3 і Xbox 360 були перенесені та опубліковані Square Enix 22 вересня 2010 р., Famitsu поставила обидві версії для консолей 29 балів із 40, тоді як Famitsu Xbox 360 поставила своїй версії для Xbox 360 одну вісімку, одну сімку та дві вісімки, загалом 31 з 40.
AV Club дав версії Xbox 360 B+ і сказав, що «для гри, випущеної з невеликою помпою, інноваційної лише в певному сенсі, у Singularity варто грати через спритне втілення найкращих ідей останнього десятиліття першої особистих шутерів, а також за створення відповідної холодної атмосфери, в якій можна ними насолоджуватися». The Escapist так само поставив йому чотири зірки з п'яти та назвав його «надійним і цікавим проектом, який вам, ймовірно, сподобається більше, ніж ви думаєте». The Daily Telegraph оцінив гру в сім із десяти і сказав про гру: «З його різноманітними бойовими діями, смішною історією та дивовижною зброєю, це весела та захоплива назва, і дуже шкода, що Activision не приділила їй належної уваги. Якщо ви готові не помічати його недоліки та насолоджуватися старою школою бігу та стрільби, Singularity — це неймовірне задоволення». 24 квітня 2015 року популярний веб-сайт Screwattack вказав Singularity як номер 1 у своєму списку десяти найкращих прихованих перлин останнього покоління консолей.